# フォーレンダム (旅客船)
フォーレンダム（MS VOLENDAM ）はホーランド・アメリカライン（Holland America Line）が運航するクルーズ客船。

## 概要
ロッテルダム級第2船として1999年に就航した。同級第1船のロッテルダムは2本煙突であるが、当船はそれを1本煙突にするなどの改良が加えられた。内装は、17世紀から21世紀にかけての「花」をテーマに装飾されている。

## 施設
- メインレストラン - 2階建てで3方が海に面する
- サブレストラン

## 主要諸元
- 総トン数 - 60,906トン（最終改装）
- 全長 - 238m（最終改装）
- 全幅 - 32.2m
- 喫水 - 7.8m
- デッキ - 10層
- 客室数 - 720室
- 乗客定員 - 1,440名
- 乗組員数 - 647名
- 就航年 - 1999年7月
- 客船会社 - ホランド・アメリカ・ライン
- 巡航速力 - 23ノット
- 主エンジン - Diesel-electric（37,500kw)
- レーティング - プレミアム
- 船籍国 - オランダ王国

## ギャラリー

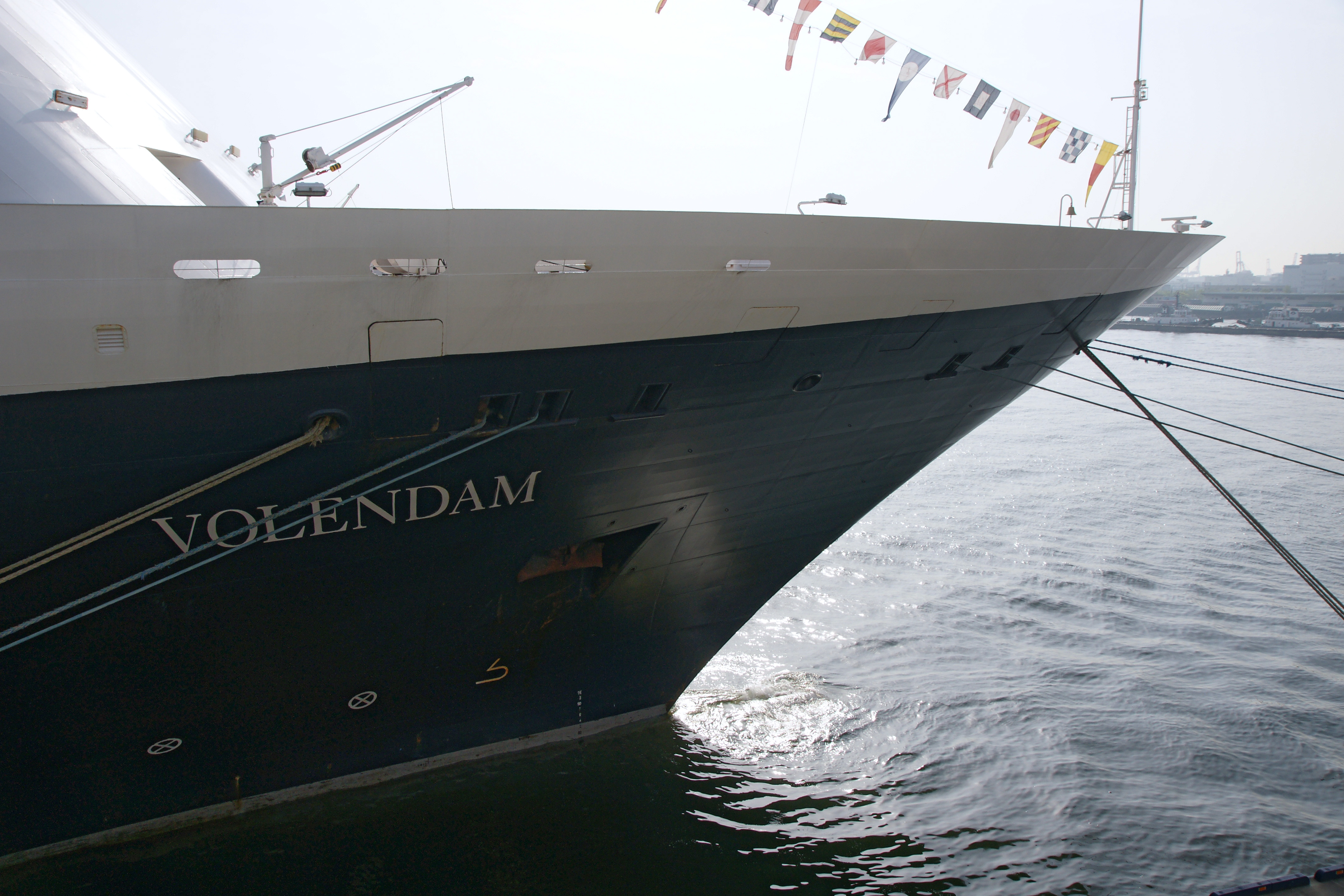
船首
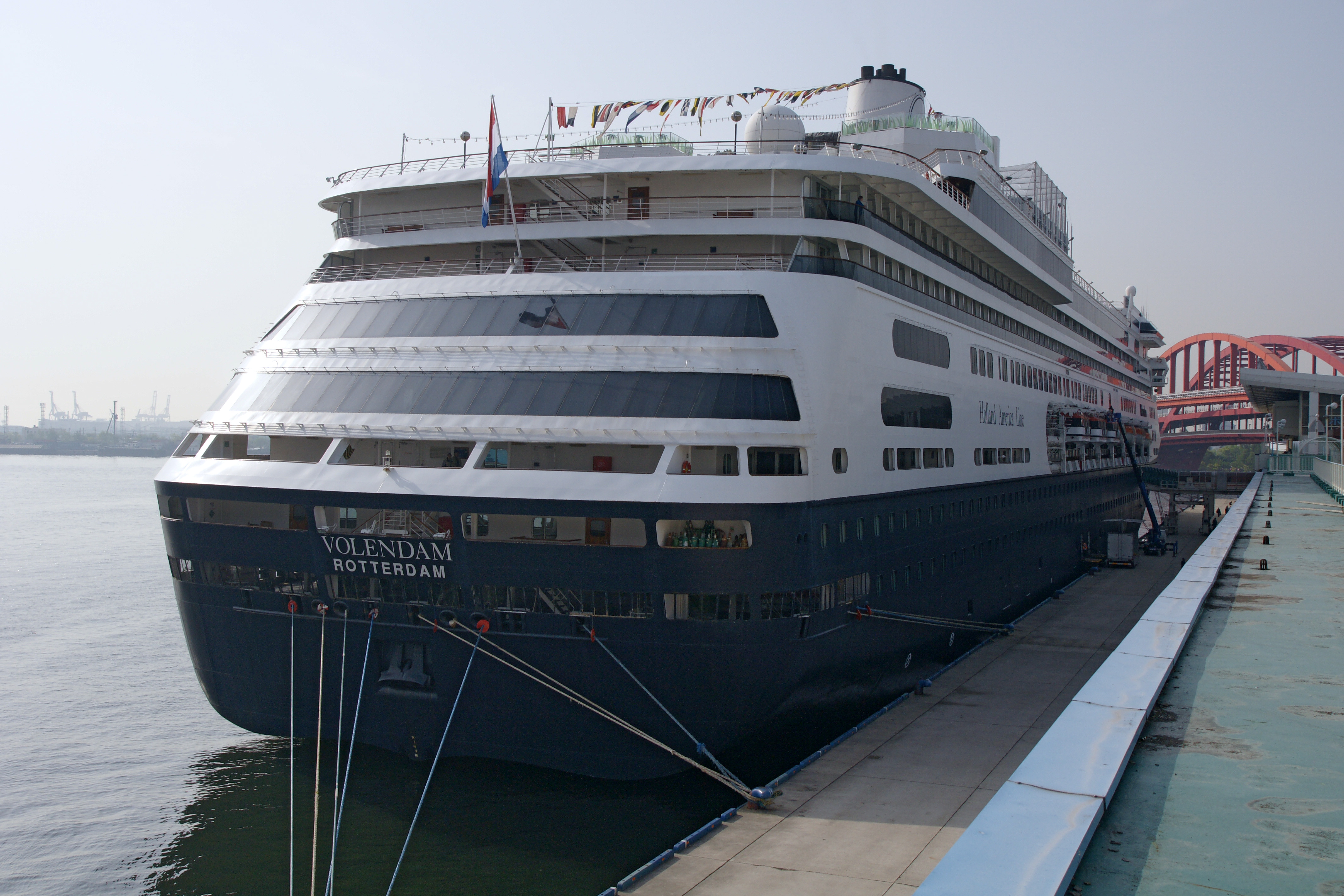
船尾
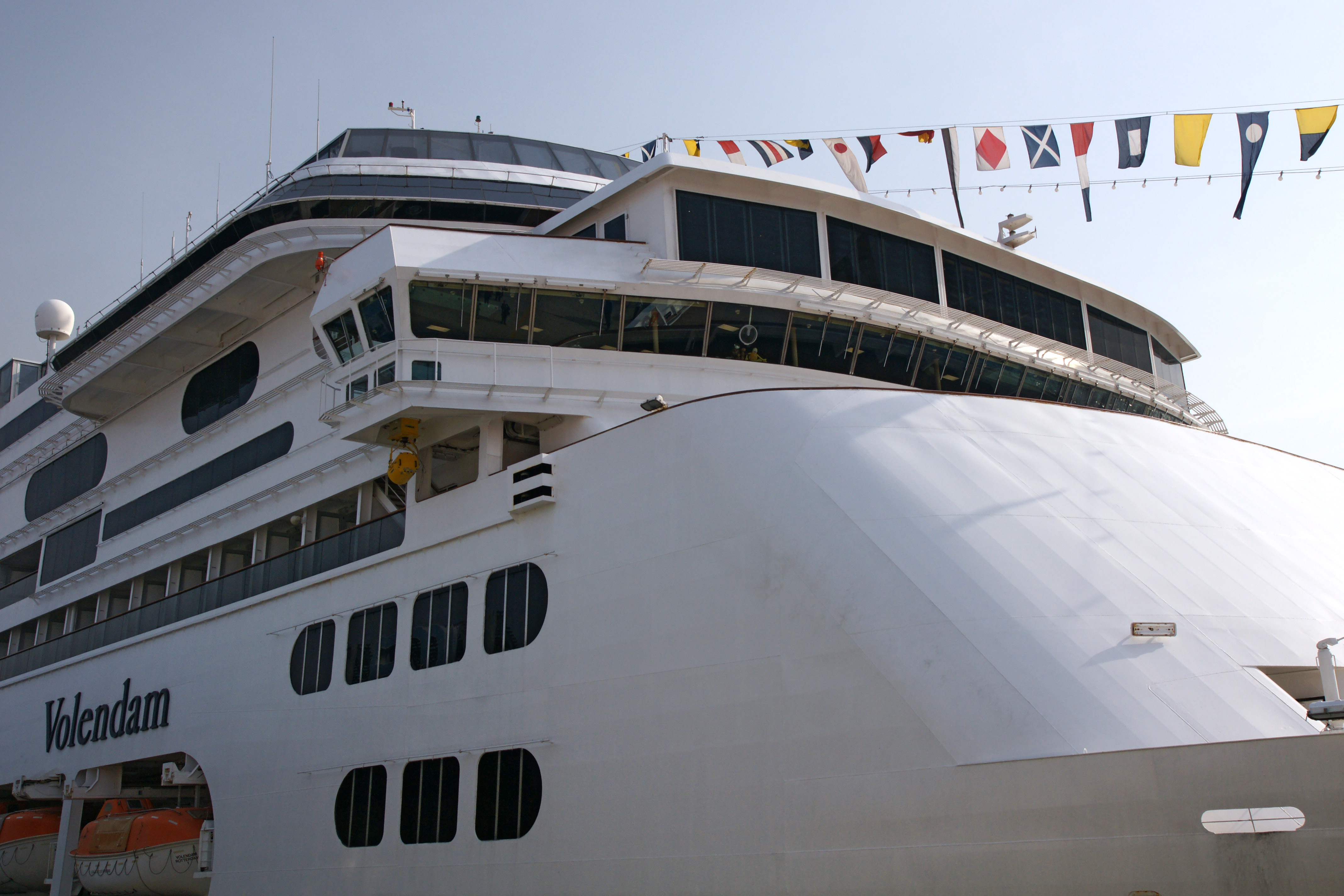
ブリッジ
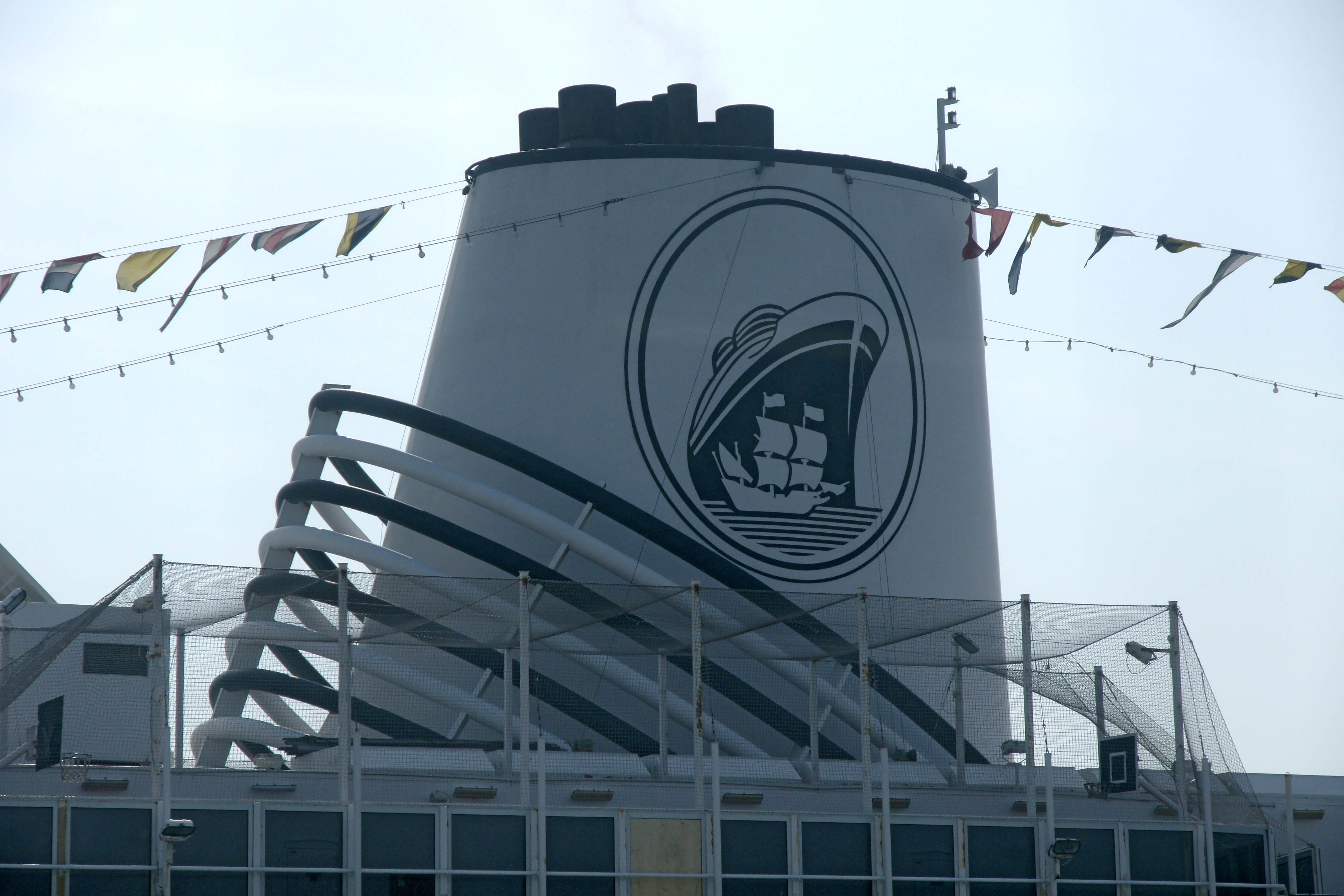
ファンネル